# 楊椿
楊 椿（よう ちん、455年 - 531年）は、北魏の政治家・軍人。字は延寿、または仲考。本貫は恒農郡華陰県。

## 経歴
楊懿の次男として生まれた。中散を初任とし、宮中の厩の管理をつかさどった。細心で慎重な仕事ぶりが評価されて、医薬の管理を任され、内給事に転じ、兄の楊播とともに宮中に仕えた。さらに蘭台を兼ねて職務を代行した。中部曹に転じて、訴訟を公正に裁き、孝文帝の賞賛を受けた。490年（太和14年）に文明太后が死去すると、孝文帝は5日のあいだ食事を取らなかったため、楊椿は帝を諫め、その言に感じいった帝は1杯の粥をすすった。491年（太和15年）、楊椿は宮輿曹少卿に転じ、給事中の任を加えられた。
492年（太和16年）、安遠将軍・豫州刺史として出向した。493年（太和17年）、孝文帝が洛陽から豫州に向かい、その州館に幸すると、楊椿は馬10匹と絹布1000匹を賜った。さらに冠軍将軍・済州刺史に転じた。495年（太和19年）、孝文帝が鍾離から鄴に向かい、碻磝に入り、済州の州館に幸すると、楊椿は馬2匹と絹布1500匹を賜った。平原郡太守の崔敞が官炭を売却した罪で告発されると、楊椿は連座して免官された。500年（景明元年）、寧朔将軍・梁州刺史として出向した。
ときに武興王楊集始が楊霊珍に敗れて、南朝斉に降っていた。楊集始は1万人あまりを率いて漢中から北進し、旧領の奪回を図った。楊椿は5000の兵を率いて下弁に駐屯し、楊集始に信書を送って、利害を説いた。楊集始は楊椿の説得に応じて、北魏に降った。まもなく楊椿は母が老齢であることを理由に、辞任して洛陽に帰った。503年（景明4年）、武都氐の楊会が反乱を起こすと、楊椿は仮節・冠軍将軍・都督西征諸軍事・行梁州事となり、軍司の羊祉とともに楊会を討ち、これを撃破した。後に梁州が運んでいた食糧を、氐族たちに強奪されると、楊椿は征虜将軍を兼ね、持節として招慰にあたった。505年（正始2年）、仇池氐が反乱を起こすと、楊椿は光禄大夫の位を受け、仮の平西将軍となり、督征討諸軍事としてこの反乱を討った。凱旋すると、太僕卿を兼ねた。
506年（正始3年）、秦州の羌の呂苟児と涇州の屠各の陳瞻らが人々を集めて反乱を起こすと、楊椿は別将となり、安西将軍の元麗の下で反乱の討伐にあたった。わざと進軍を遅らせて、反乱軍の油断を待ち、突如夜襲を仕掛けて撃破すると、陳瞻を斬り、その首級を洛陽に送った。508年（正始5年）、楊椿は入朝して正式に太僕卿となり、安東将軍の号を加えられた。
かつて献文帝のときに柔然の1万戸あまりを帰順させて、高平鎮と薄骨律鎮に居住させていたが、太和の末年にはほとんどが離反して去り、1000家あまりを残すのみとなっていた。北魏の朝廷は、王通らの進言により、柔然からの帰降者たちを淮北に移して、脱走を防ごうと計画された。楊椿が持節として移転を取り仕切ることとなったが、楊椿は移住策に反対であり、上書してその無益を説いた。しかし聞き入れられず、帰降者たちを済州の黄河沿いに移転させた。508年（永平元年）に冀州で元愉の乱が起こると、済州にいた帰降者たちはことごとく反乱側につき、楊椿の懸念は的中することとなった。
この年、徐州の城民の成景儁が宿預で反乱を起こすと、楊椿は宣武帝の命を受けて、4万の兵を率いて討伐に赴いたが、敗北して退却した。510年（永平3年）、都督朔州撫冥武川懐朔三鎮三道諸軍事・平北将軍・朔州刺史に任じられた。514年（延昌3年）、撫軍将軍の号を加えられ、入朝して都官尚書に任じられ、白溝の堤防や堰を修築する監督にあたった。516年（熙平元年）、撫軍将軍のまま定州刺史に任じられた。兵士に屯田をおこなわせ、民衆を労役に徴発するのを止めさせたが、兵力を動員して仏寺を私的に造営したことが御史の弾劾を受け、官爵を剥奪されて庶人とされた。
524年（正光5年）、輔国将軍・南秦州刺史に任じられた。ときに南秦州では反乱が勃発しており、赴任できず、長安にとどまった。525年（正光6年）、岐州刺史に転任した。同年（孝昌元年）、撫軍将軍・衛尉卿に任じられた。526年（孝昌2年）、左衛将軍の号を受け、さらに尚書右僕射を兼ねた。并州・肆州を訪れて絹3万匹を運び、恒州・朔州の流民を徴募して軍士に当てさせた。都督雍南豳二州諸軍事・衛将軍・雍州刺史として出向し、車騎大将軍・儀同三司の位に進んだ。527年（孝昌3年）、蕭宝寅と元恒芝の軍が反乱軍に敗れ、元恒芝が渭水の北から東方に逃れようとすると、楊椿は人に追わせて、元恒芝を止めさせた。蕭宝寅が後からやってきて、逍遙園に敗残兵を集結させると、1万人あまりとなり、どうにか三輔の人心を安堵させることができた。ときに涇州・岐州・豳州は反乱軍の手に落ちており、扶風郡より西の地方は北魏の統制下になかった。楊椿は兵を徴募し、7000人あまりを得て、兄の子の録事参軍楊侃らに率いさせて反乱軍の進攻を防がせた。楊椿は本官のまま侍中の任を加えられ、尚書右僕射を兼ね、行台となって、関西の諸将を統率し、関西の五品以下の郡県の官吏を仮に任命する権限をえた。しかし楊椿は突然の病のために、解任を願い出て許され、蕭宝寅が楊椿に代わって雍州刺史となった。
楊椿が郷里に帰るにあたって、ちょうど子の楊昱が洛陽に向かうところであったため、蕭宝寅の弐心に注意するよう伝言させた。楊昱は洛陽で孝明帝や霊太后にそのことを報告したが、聞き入れられなかった。蕭宝寅は御史中尉の酈道元を殺害したが、そのことを弁明する上表では、楊椿父子が誹謗をおこなっていると非難していた。楊椿は都督雍岐南豳三州諸軍事・衛将軍・開府儀同三司・雍州刺史・討蜀大都督として再び起用されたが、老病を理由に断り、赴任しなかった。
528年（建義元年）、司徒公に上った。爾朱栄が葛栄を討つべく東征の軍を発すると、楊椿は後詰めの軍を率いるよう命じられたが、爾朱栄が葛栄を捕らえたため、取りやめられた。同年（永安元年）、太保・侍中に進んだ。529年（永安2年）、楊昱が滎陽で元顥に敗れ、孝荘帝は河内に避難し、元顥が洛陽に入った。楊椿の一族の多くが孝荘帝に従っていたため、洛陽に残された楊椿は元顥の嫌疑を受ける立場にあったが、楊椿の家が代々の顕貴であったため、元顥も人望を失うのを恐れて、罪に問うことができなかった。楊椿は人に避難を勧められたが、「座して運に任せるのみ」と言ってしりぞけた。
元顥が敗れて、孝荘帝が洛陽に帰ると、楊椿は引退を願い出て許され、惜しまれながら郷里の華陰に帰った。531年（普泰元年）7月、爾朱天光により殺害された。享年は77。532年（太昌元年）、都督冀定殷相四州諸軍事・太師・丞相・冀州刺史の位を追贈された。

## 伝記資料
- 『魏書』巻58 列伝第46
- 『北史』巻41 列伝第29
- 魏故大丞相太師司徒冀州刺史楊公墓誌銘（楊椿墓誌）
- 魏故使持節督洛州諸軍事安南将軍洛州刺史弘農楊簡公第二子婦清河崔氏墓誌銘（楊椿妻崔氏墓誌）